# Sacra Conversazione con donatori
La Madonna col Bambino tra i santi Caterina d'Alessandria, Giovanni Battista, Girolamo e due donatori (o anche Sacra conversazione con donatori) è un dipinto olio su tavola (134×210 cm) di Jacopo Palma il Vecchio databile al 1525 circa e custodito nel Museo nazionale di Capodimonte a Napoli.

## Storia e descrizione
Il dipinto faceva parte, con la giusta assegnazione a Palma il Vecchio, della collezione di Domenico Barbaja, che non è il committente dell'opera, impresario milanese operante nel settore della musica e del teatro, attivo Napoli dal 1809 al 1840 con l'incarico di occuparsi della gestione del San Carlo. Nel 1841 la tavola fu acquistata per 800 ducati dalla famiglia Borbone che la volle, assieme ad altri 17 dipinti del catalogo Barbaja, per la propria collezione d'arte esposta al Real Museo Borbonico di Napoli.
La tavola fa parte di una cospicua serie di Sacre conversazioni che il Palma eseguì in quegli anni, tra il 1522 e il 1525, data in cui è collocabile questa versione di Capodimonte, per lo più per committenti privati, che infatti comparivano nelle rappresentazioni e che dialogavano in qualche modo con gli altri personaggi biblici presenti.
Al centro della tela è la Vergine col Bambino, con su un margine della scena, posta in secondo piano, la santa Caterina d'Alessandria, mentre ai due lati in primo piano sono il san Girolamo e il san Giovanni Battista che indicano rispettivamente due figure ritratte a mezzo busto sul vertice inferiore destro della tavola, identificabili nei due donatori nonché committenti dell'opera, di cui restano ignote le identità.
Il paesaggio limpido sullo sfondo, la materia cromatica particolarmente brillante, le figure di grande formato poste in primo piano, così come la complessità delle pose delle medesime, sentono già dei raggiungimenti di Tiziano e delle invenzioni adottate dal Pordenone, portando il dipinto a esser considerato dalla critica tra le più elevate espressioni artistiche del Palma, collocabile cronologicamente alla tarda maturità del pittore lombardo (ma di formazione veneziana).